# Капела (Кремона)
Капела је насеље у Италији у округу Кремона, региону Ломбардија.
Према процени из 2011. у насељу је живело 282 становника. Насеље се налази на надморској висини од 23 м.